# Гантінгтонська бібліотека
Гантінгто́нська бібліотека (англ. Huntington Library) — бібліотека-музей в Сан-Марино, неподалік від Лос-Анжелесу, Каліфорнія. Окрім бібліотеки тут зберігається колекція живопису, а на території розбиті тематичні ботанічні сади. Бібліотеку збудовано 1924 року за гроші американського залізничного магната Генрі Гантінгтона.

## Бібліотека

Апокаліптичний рукопис XV сторіччя

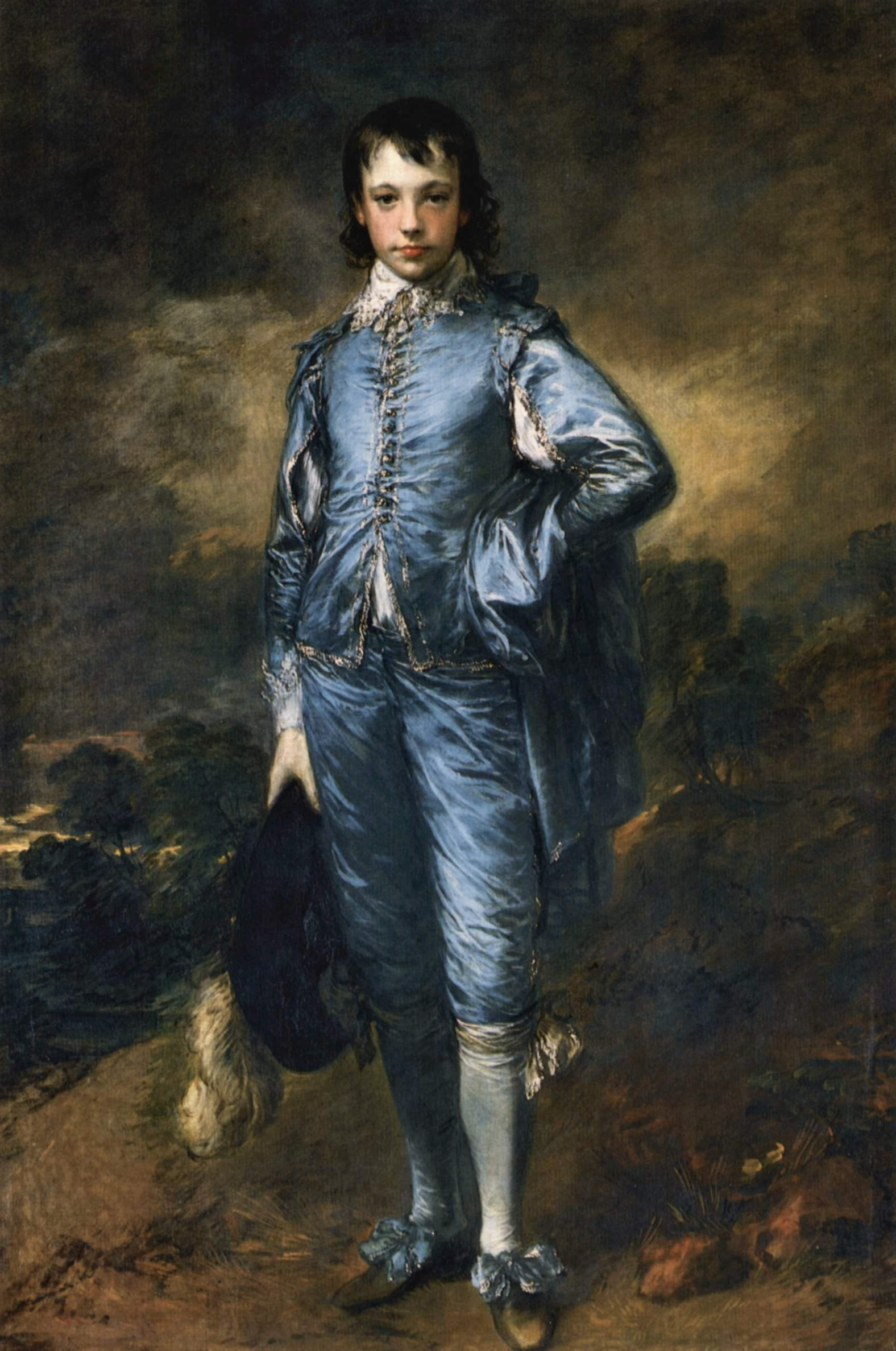
«Блакитний хлопчик» Томаса Гейнсборо

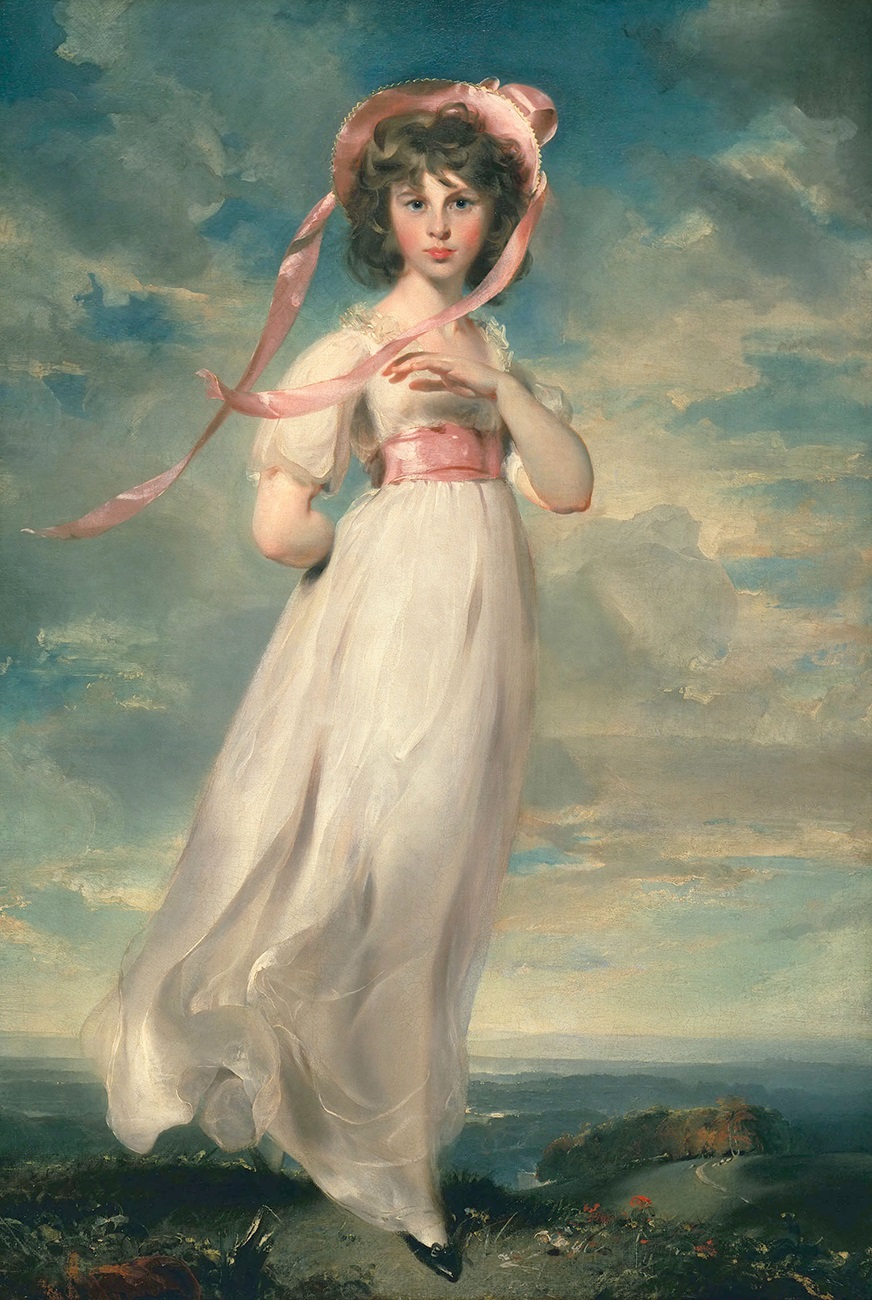
«Пінкі» Томаса Лоуренса

Колекція бібліотеки вважається однією з найвизначніших у світі. Тут зберігаються близько 6,5 млн манускриптів, 1 млн рідкісних книг, 600 000 фотографій. Значна частина фондів (через їхню ункальність) не доступна для широкого загалу, проте науковці й студенти можуть користуватися всіма фондами з дослідницкою метою.
У фондах бібліотеки зберігаються Біблія Гутенберга, Елесмерський рукопис «Кентерберійських оповідань» Джеффрі Чосера, рукопис Шекспірового «Гамлета», рукопис книги «Волден, або життя в лісі» Генрі Девіда Торо, рукопис автобіографії Бенджаміна Франкліна, тисячі історичних документів про Авраама Лінкольна.
2006 року бібліотека поповнилася фондами Бібліотеки Барнді Дібнерського інституту, що раніше розташовувалася в Массачусетському технологічному інституті. Бібліотека Барнді охоплює 67 000 історичних оригінальних видань XVIII—XIX століть, присячених історії науки і техніки.
2012 року у бібліотеці виявили «Апокаліптичний рукопис XV сторіччя», написаний анонімом у німецькому місті Любек між 1486 і 1488 роками.

## Художня колекція
В художній колекції Гантінгтонга зібрані насамперед англійські й французькі полотна XVII—XIX століть, а також роботи американських художників XVIII—XX століть.
Найвідоміші картини: «Блакитний хлопчик» Томаса Гейнсборо та «Пінкі» Томаса Лоуренса, що виставлені в одному залі.

## Ботанічні сади
На площі 42,5 га розташовоні різні тематичні сади, а саме: пустельний сад, субтропічний сад, пальмовий сад, сад джунглів, японський сад, сад дзен та китайський сад.

## Галерея ботанічних садів

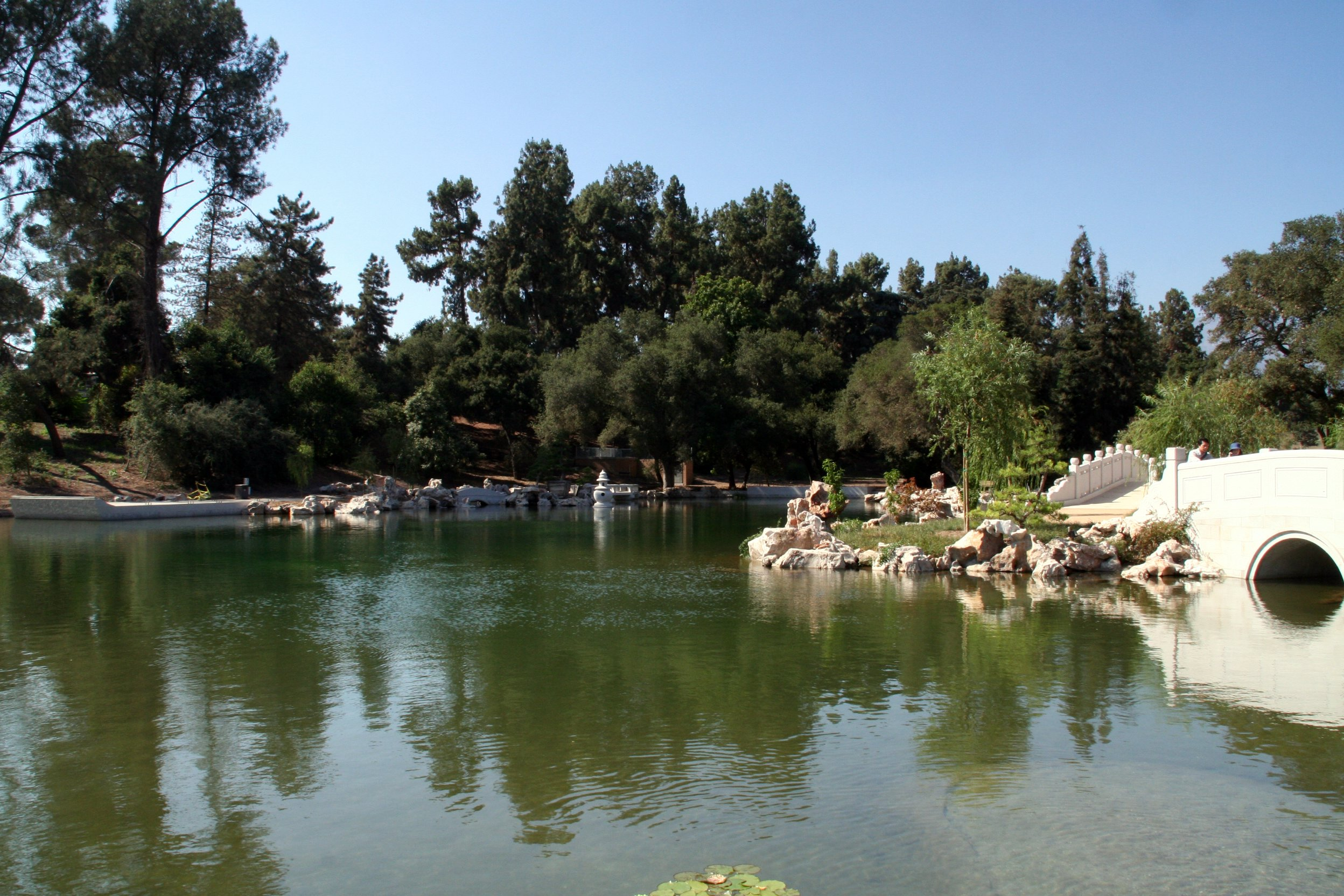
Китайський сад
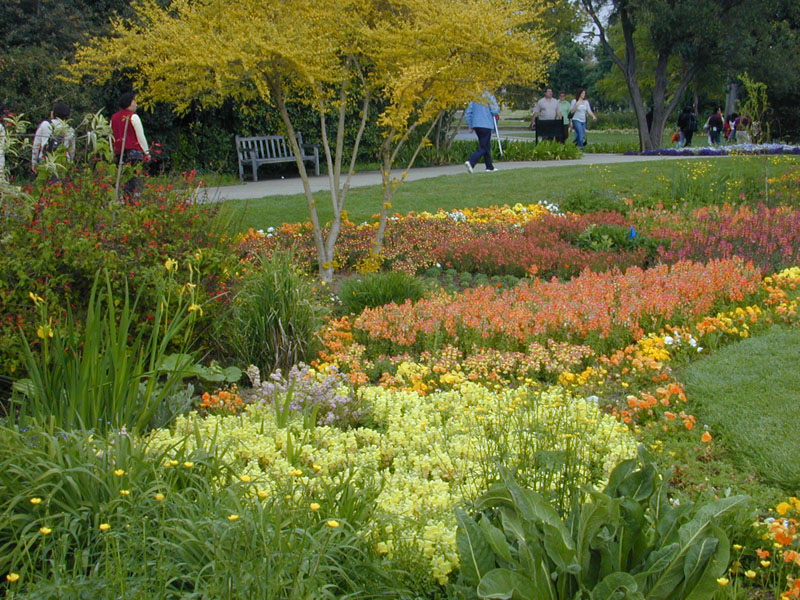
Квіти
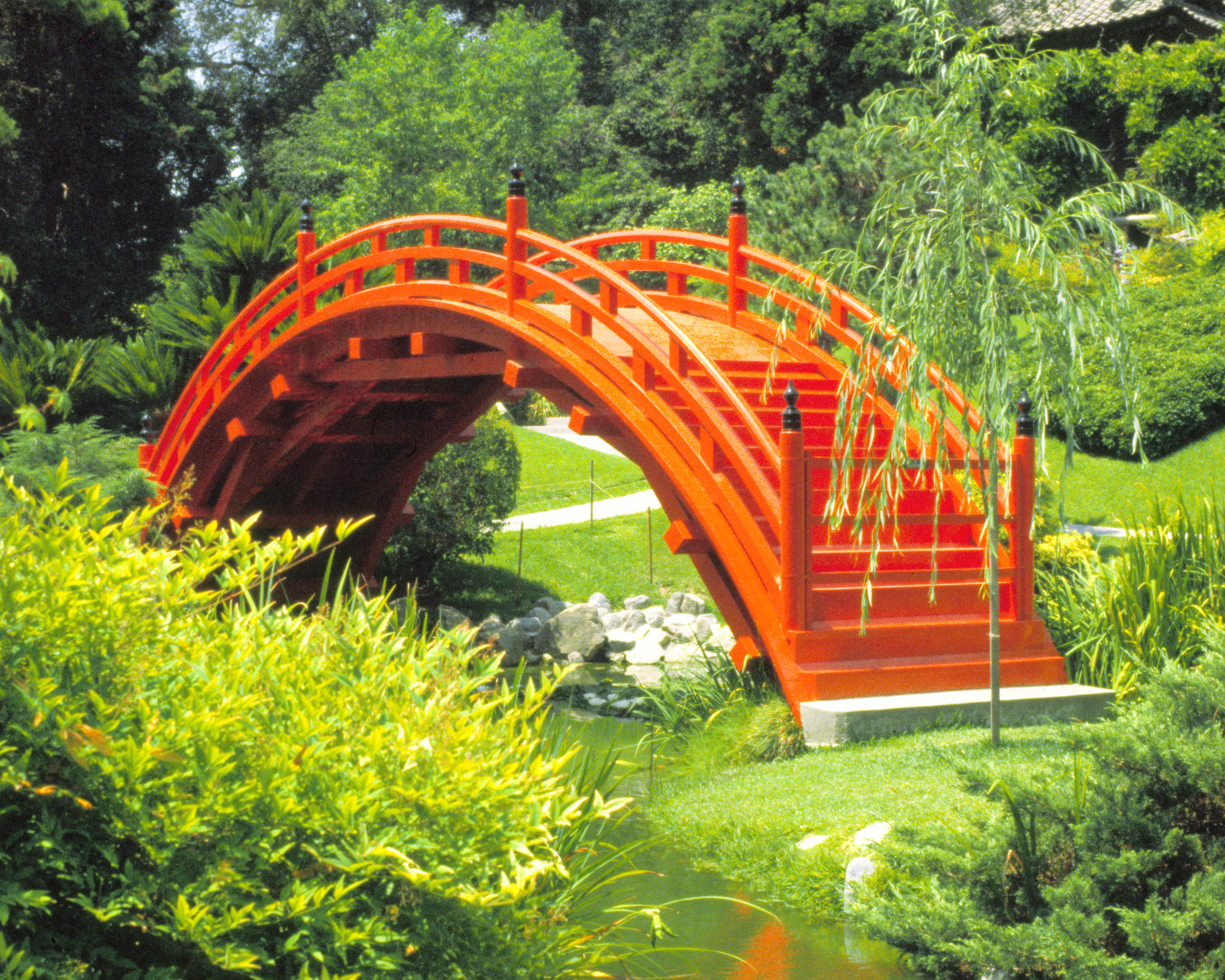
Японський сад
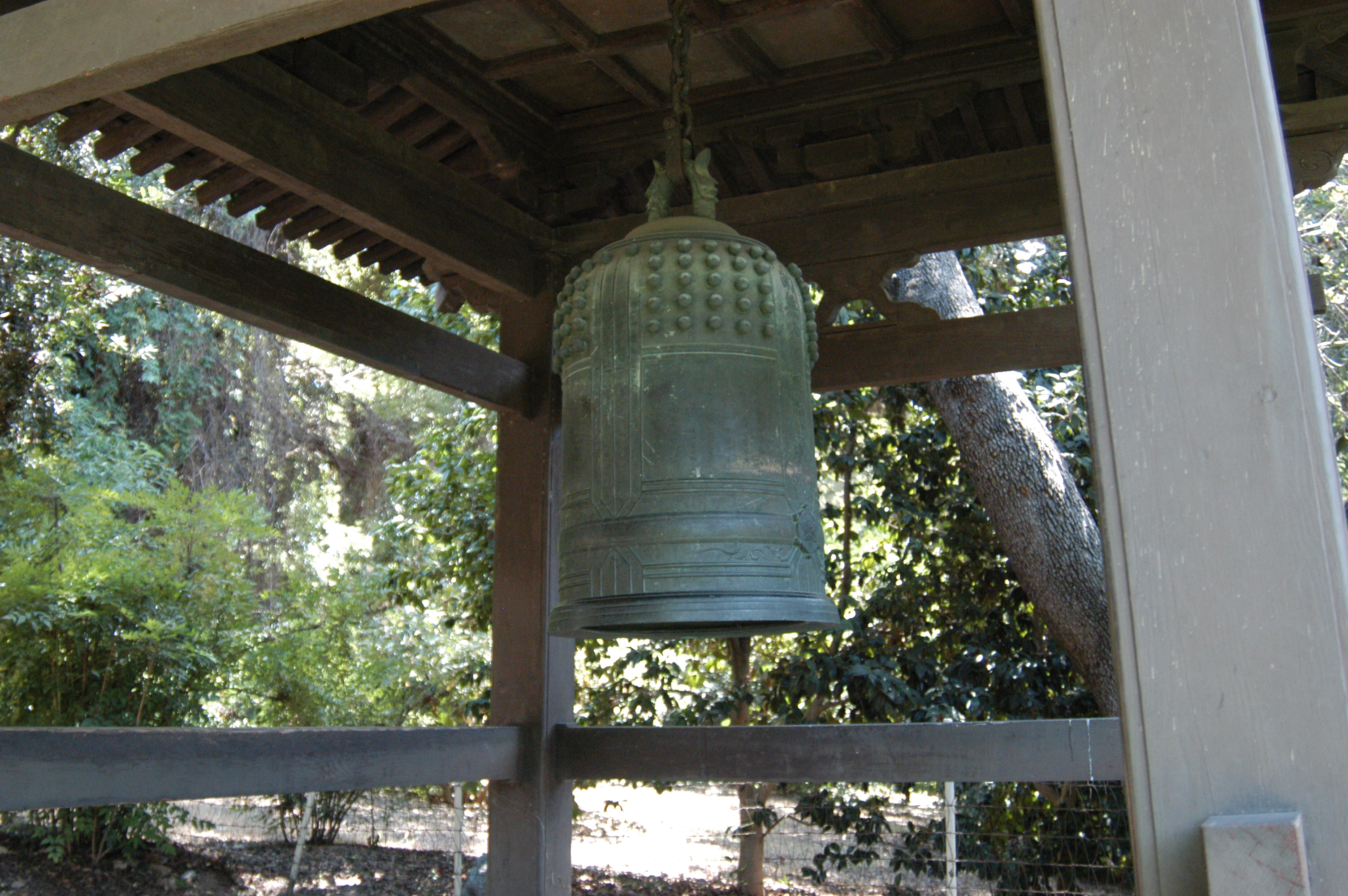
Гонг в японському саду
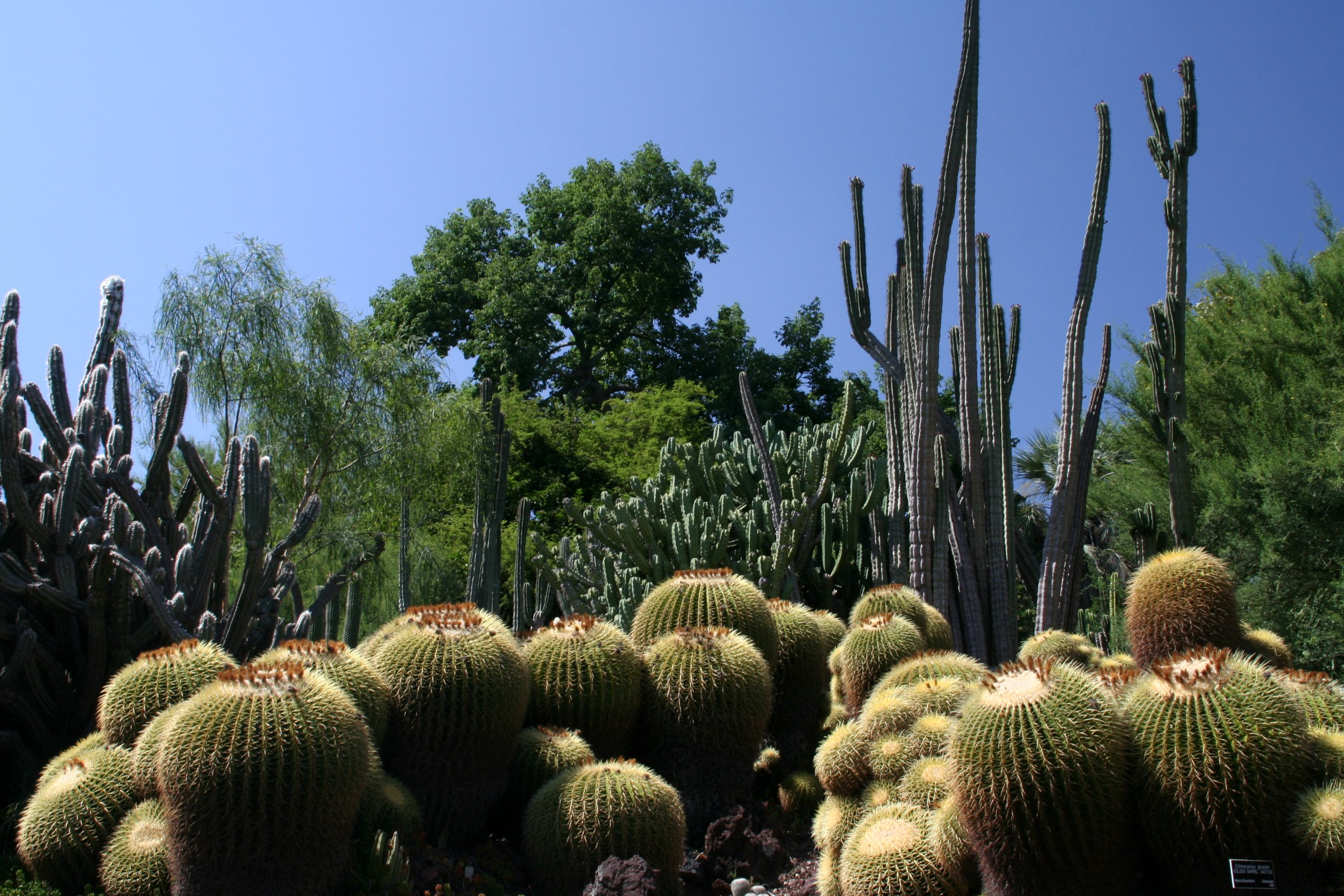
Пустельний сад
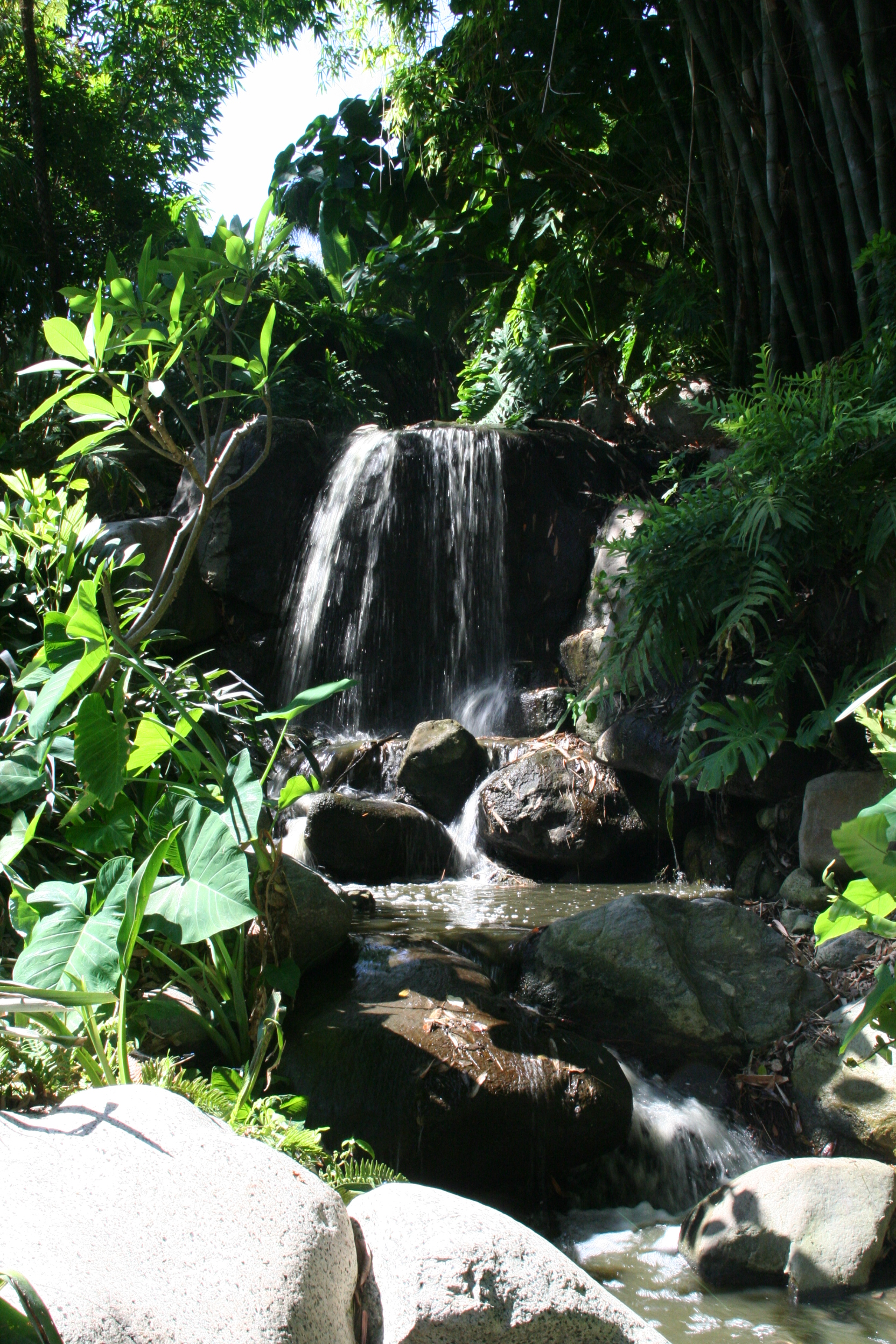
Сад джунглів
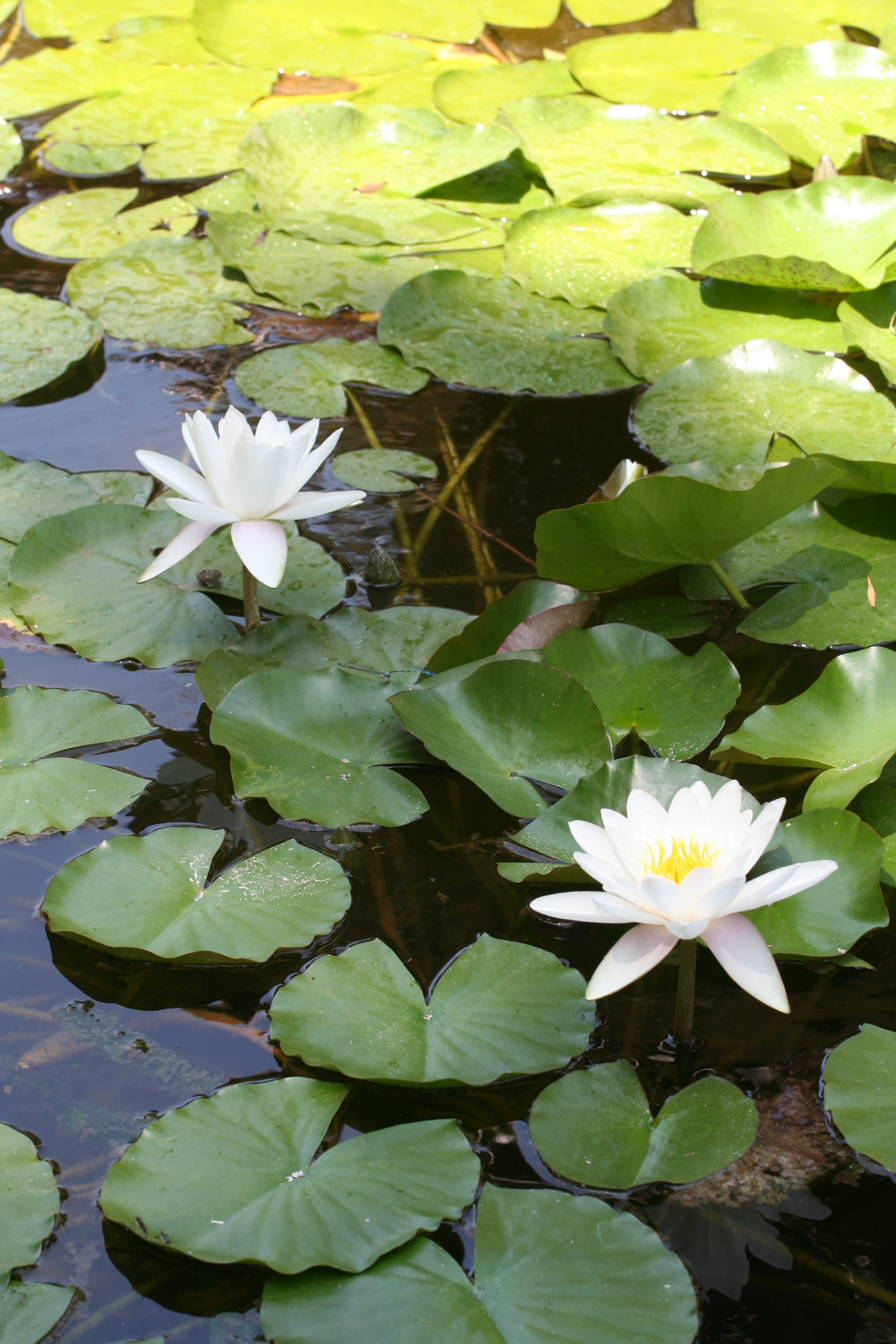
Ставок з водяними лілеями
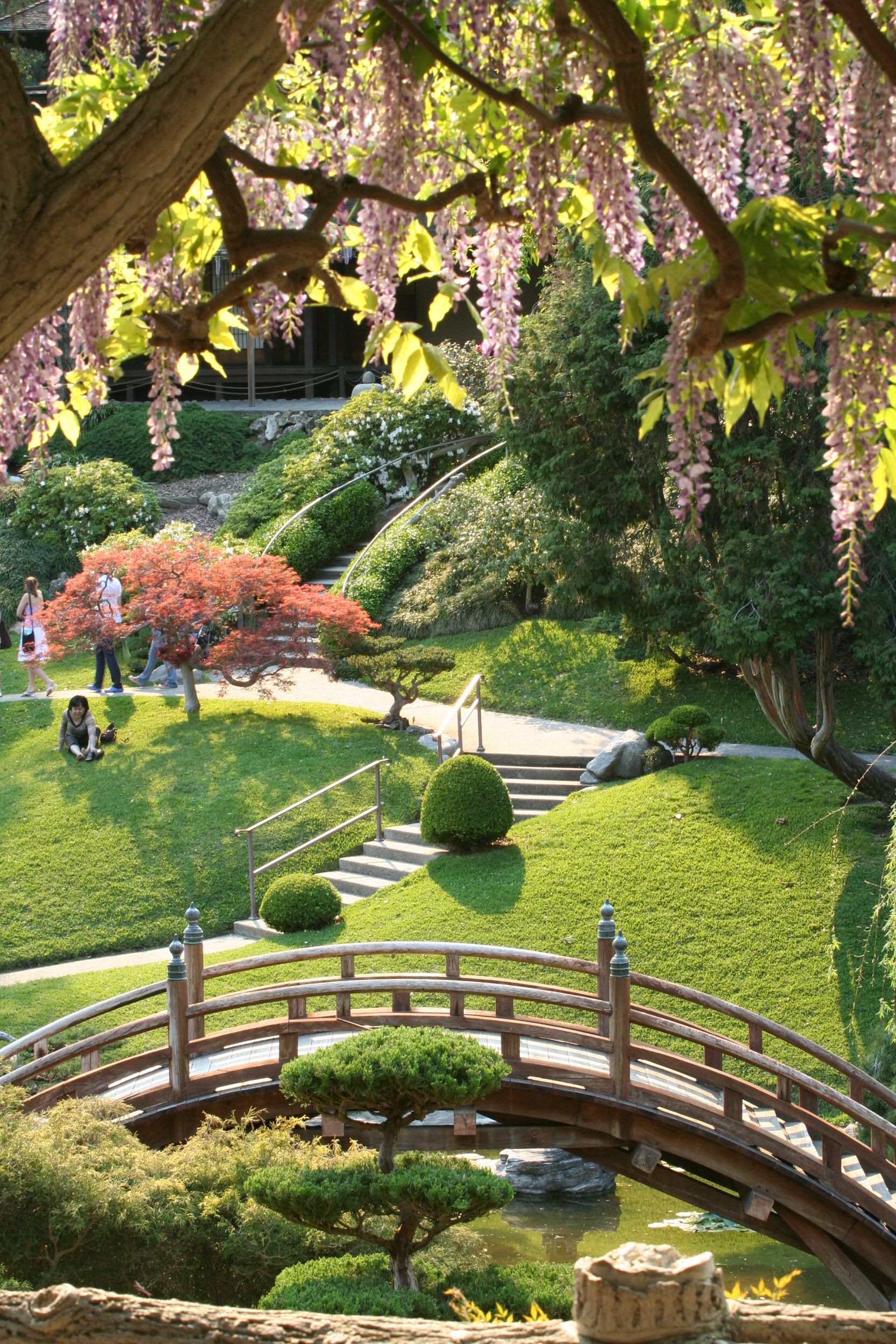
Японський сад весною

## Галерея мистецтва

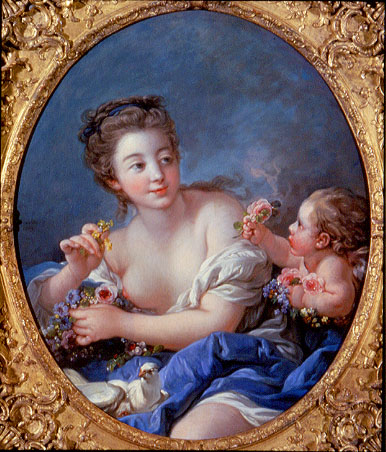
Франсуа Буше «Венера й амур»
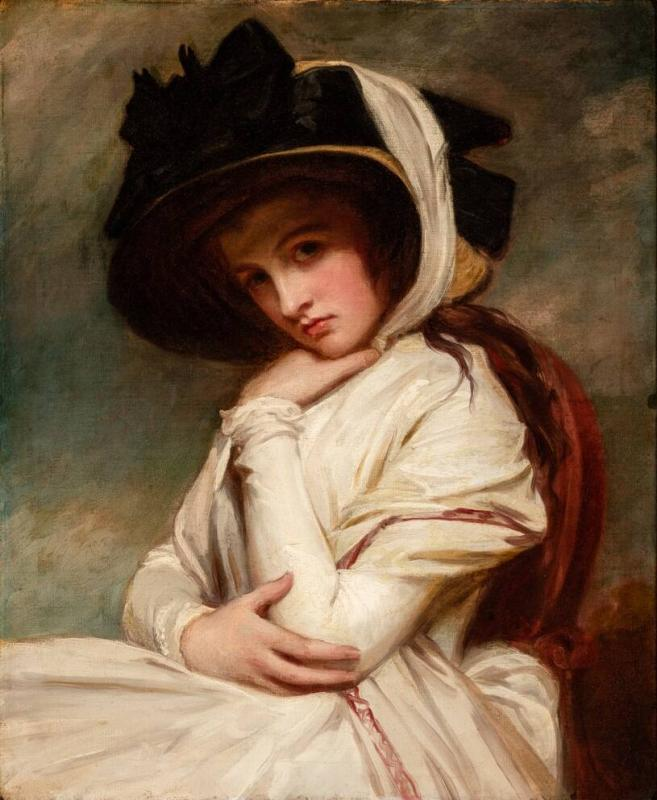
Джорж Ромні «Портрет Емми Гарт»
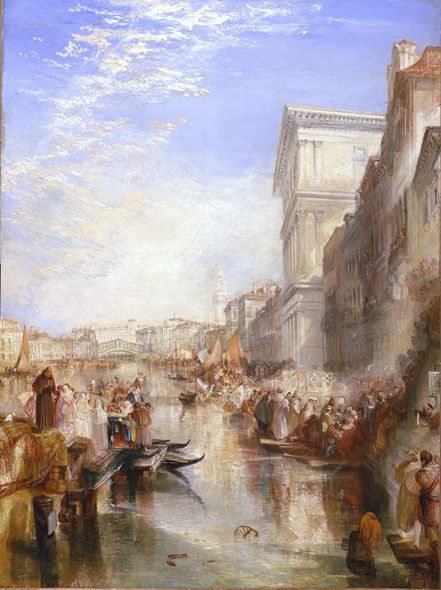
Вільям Тернер «Великий канал у Венеції»
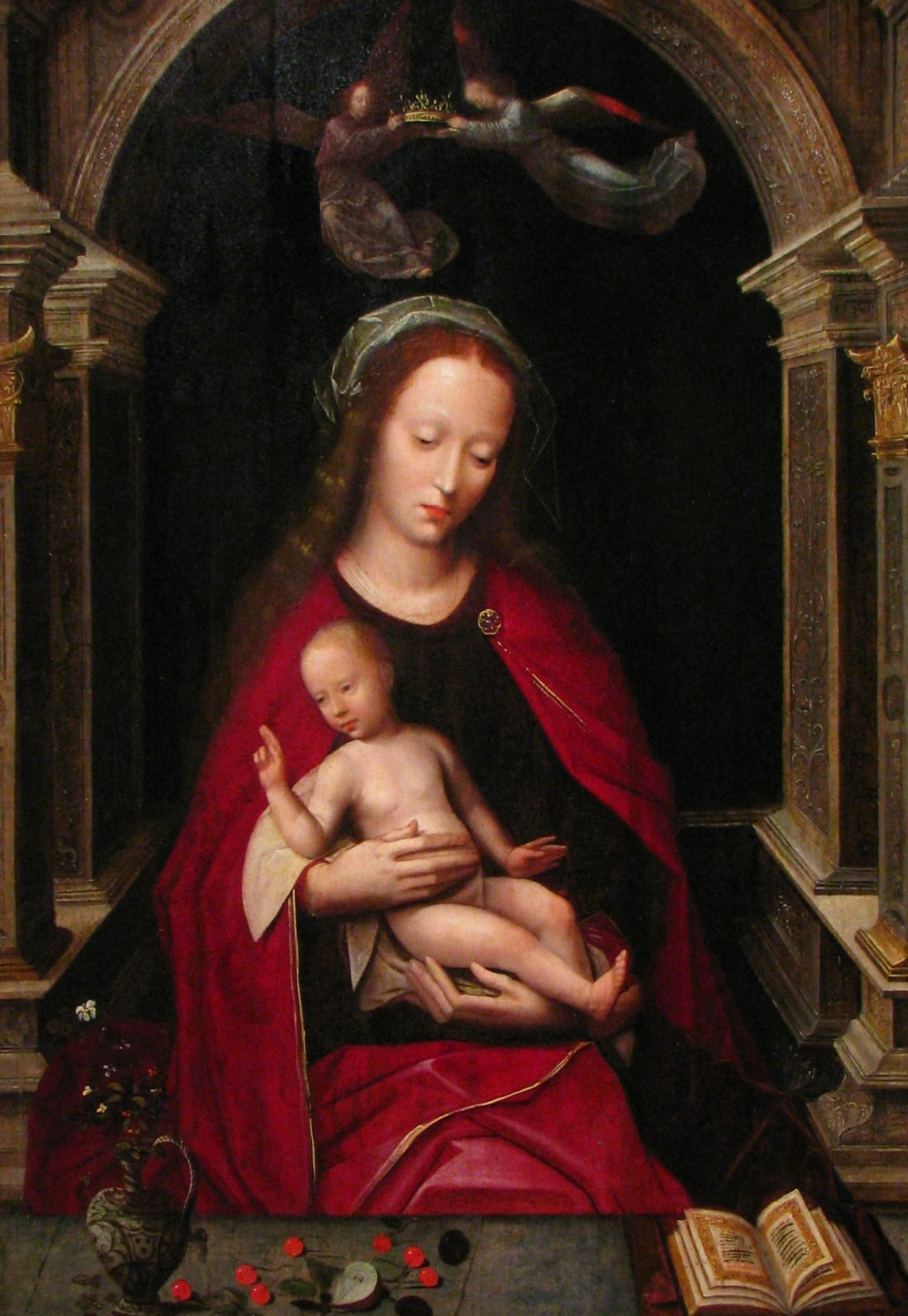
Адріан Ізенбрандт «Мадонна з дитям»
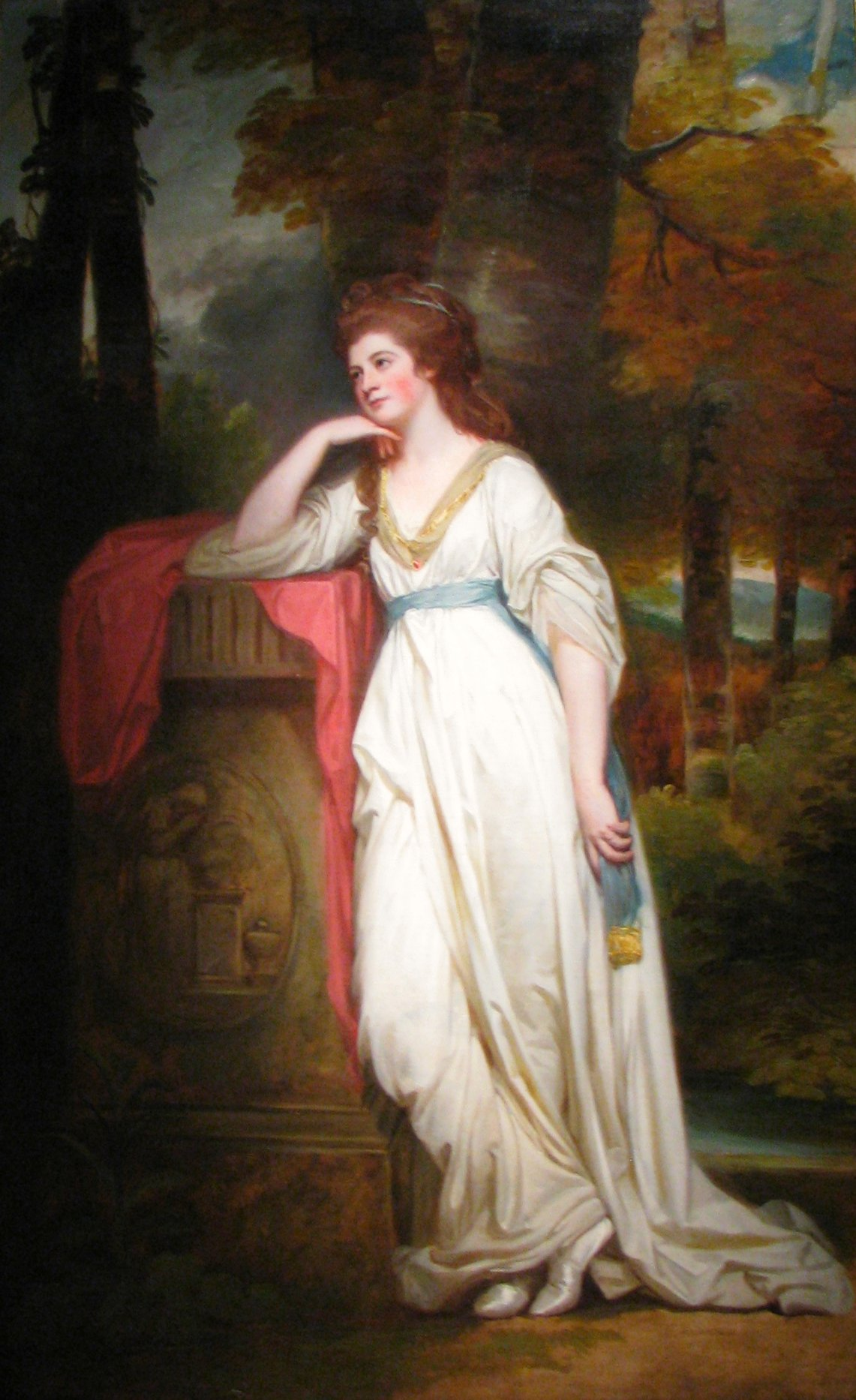
Джорж Ромні «Леді Мері Бошам-Проктер»